# River Volley Piacenza
Rebecchi Nordmeccanica Piacenza – włoski, żeński klub siatkarski, powstały w 1983 w Piacenzy. Drużyna występuje w rozgrywkach Serie A.

## Sukcesy
Puchar Włoch:
- 2013, 2014

Puchar Challenge:
- 2013

Mistrzostwo Włoch:
- 2013, 2014
- 2016

Superpuchar Włoch:
- 2013, 2014

## Zawodniczki

### Polki w klubie
| Lata gry  | Imię i nazwisko    |
| --------- | ------------------ |
| 2004-2007 | Aleksandra Jagieło |
| 2009-2010 | Joanna Kaczor      |

## Kadra

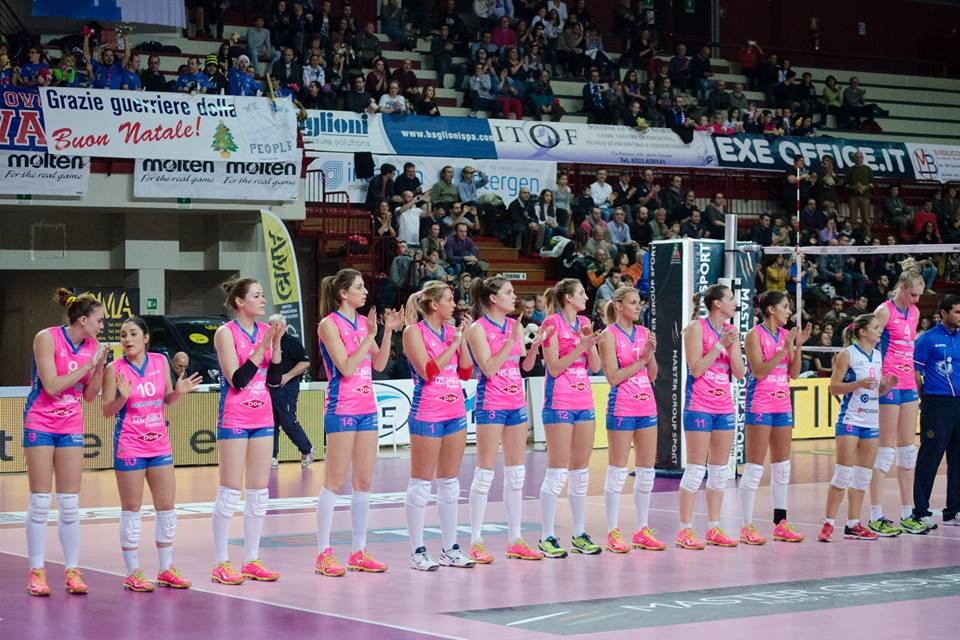
Zawodniczki River Volley Piacenza w sezonie 2015/2016

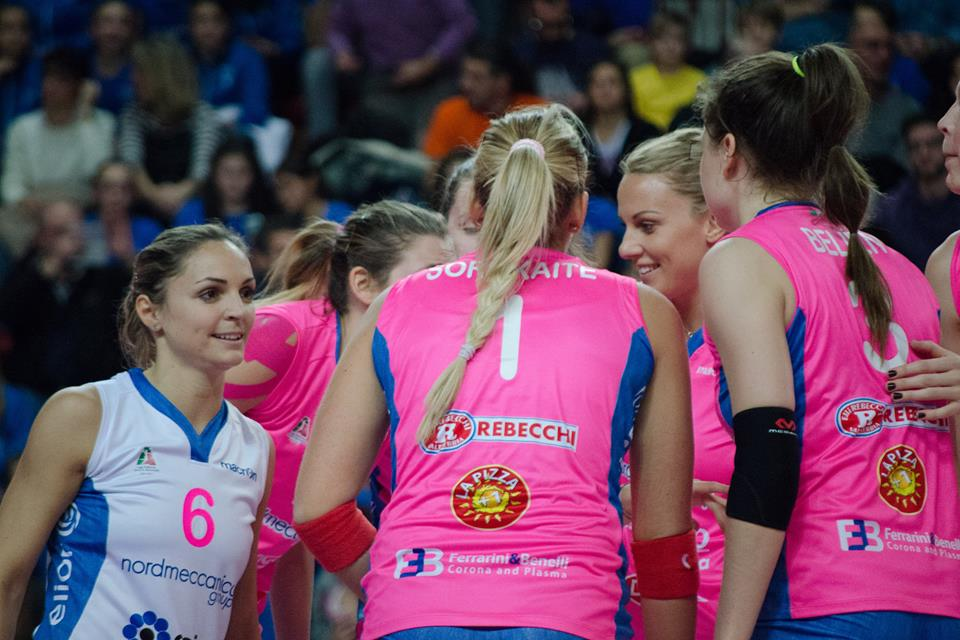
Zawodniczki River Volley Piacenza w sezonie 2015/2016

### Sezon 2015/2016
| Nr | Imię i nazwisko     | Data ur. | Wzrost | Pozycja               |
| -- | ------------------- | -------- | ------ | --------------------- |
| 1  | Indre Sorokaitė     | 1988     | 186    | przyjmująca/atakująca |
| 2  | Federica Valeriano  | 1985     | 179    | przyjmująca           |
| 3  | Yvon Beliën         | 1993     | 188    | środkowa              |
| 4  | Christina Bauer     | 1988     | 196    | środkowa              |
| 6  | Giulia Leonardi     | 1987     | 165    | libero                |
| 7  | Francesca Marcon    | 1983     | 180    | przyjmująca           |
| 8  | Marika Bianchini    | 1993     | 178    | atakująca             |
| 9  | Laura Melandri      | 1995     | 186    | środkowa              |
| 11 | Alessandra Petrucci | 1983     | 185    | rozgrywająca          |
| 12 | Giulia Pascucci     | 1993     | 188    | przyjmująca/atakująca |
| 14 | Floortje Meijners   | 1987     | 192    | przyjmująca           |
| 16 | Veronica Taborelli  | 1994     | 185    | przyjmująca           |
| 18 | Maja Ognjenović     | 1984     | 183    | rozgrywająca          |

### Sezon 2014/2015

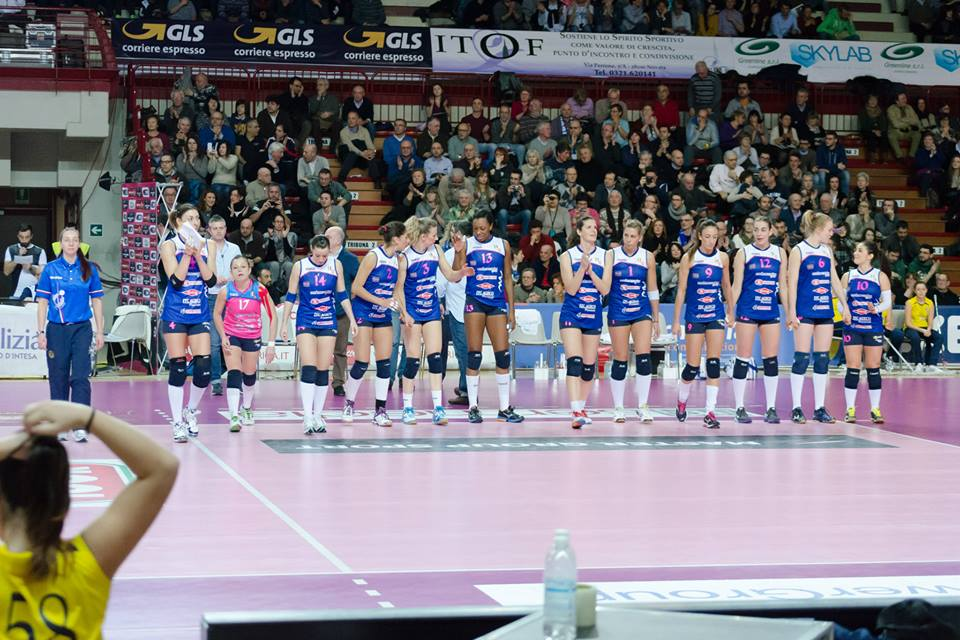
Zawodniczki River Volley Piacenza w sezonie 2014/2015

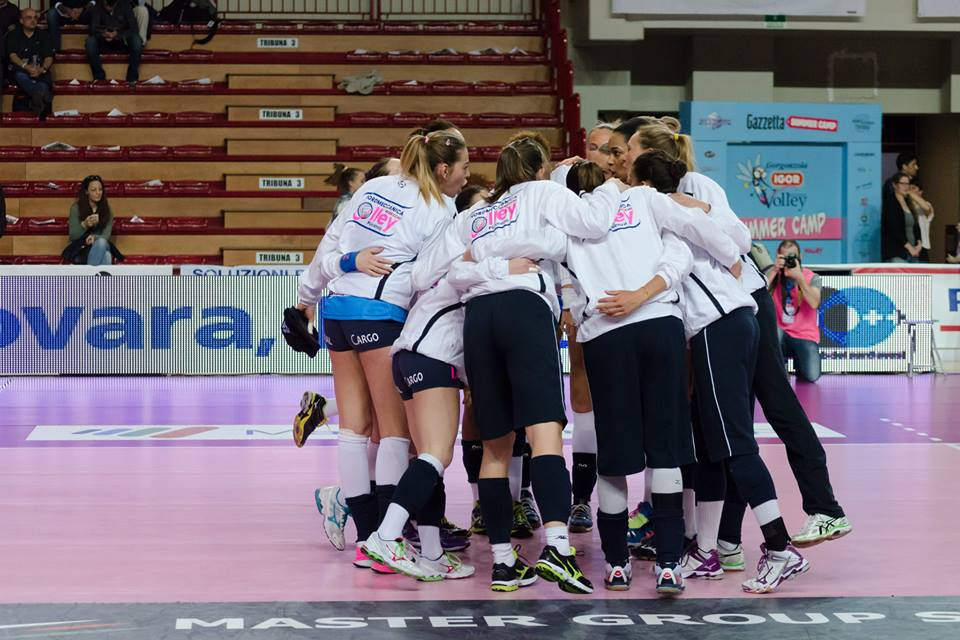
Zawodniczki River Volley Piacenza w sezonie 2014/2015

| Nr | Imię i nazwisko          | Data ur. | Wzrost | Pozycja               |
| -- | ------------------------ | -------- | ------ | --------------------- |
| 1  | Indre Sorokaitė          | 1988     | 186    | atakująca             |
| 2  | Federica Valeriano       | 1985     | 179    | przyjmująca           |
| 3  | Frauke Dirickx           | 1980     | 186    | rozgrywająca          |
| 4  | Manuela Leggeri          | 1976     | 186    | środkowa              |
| 5  | Annerys Vargas           | 1981     | 194    | środkowa              |
| 6  | Lise Van Hecke           | 1992     | 187    | atakująca             |
| 7  | Luna Carocci             | 1988     | 174    | libero                |
| 8  | Natalia Guadalupe Brussa | 1985     | 188    | atakująca             |
| 9  | Chiara Di Iulio          | 1985     | 184    | rozgrywająca          |
| 10 | Virginia Poggi           | 1995     | 163    | libero                |
| 11 | Chiara Borgogno          | 1984     | 191    | środkowa              |
| 12 | Veronica Angeloni        | 1986     | 186    | przyjmująca           |
| 13 | Arielle Wilson           | 1989     | 191    | środkowa              |
| 14 | Valeria Caracuta         | 1987     | 173    | rozgrywająca          |
| 15 | Christa Harmotto         | 1986     | 188    | środkowa              |
| 16 | Margareta Kozuch         | 1986     | 188    | przyjmująca/atakująca |
| 17 | Paola Cardullo           | 1982     | 162    | libero                |

### Sezon 2013/2014

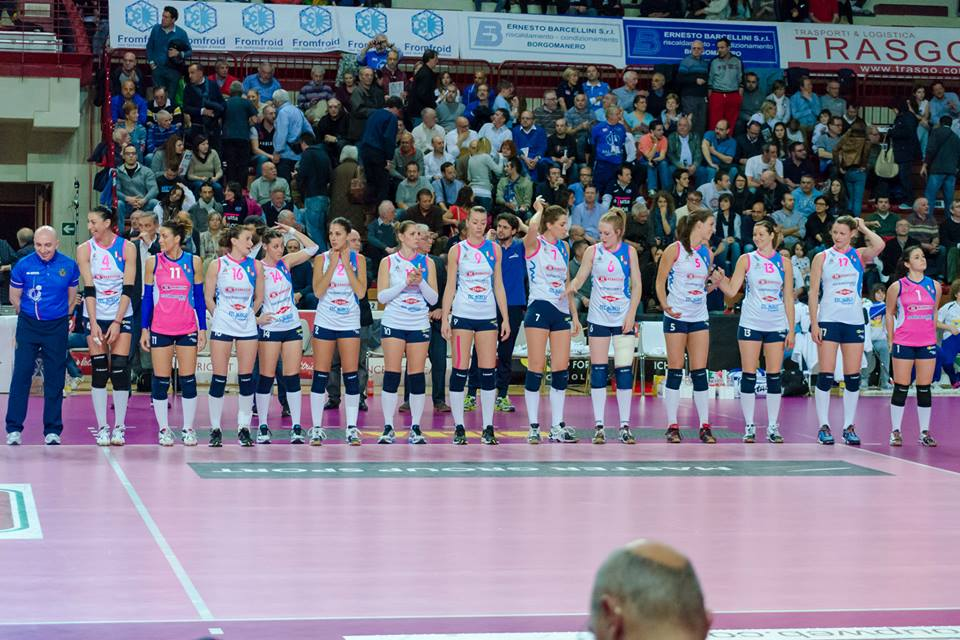
Zawodniczki River Volley Piacenza w sezonie 2013/2014

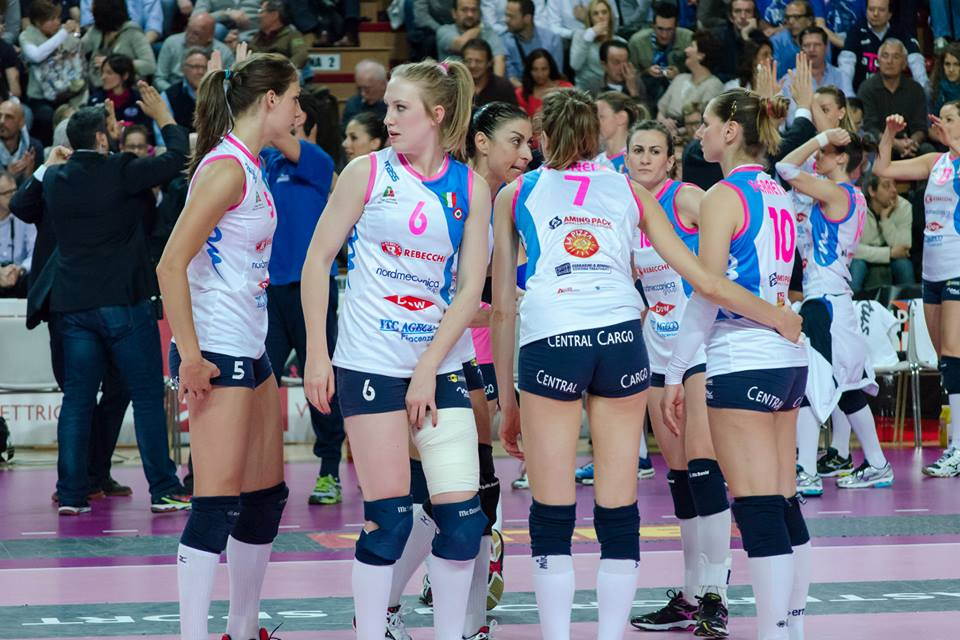
Zawodniczki River Volley Piacenza w sezonie 2013/2014

- 1.  Virginia Poggi
- 2.  Federica Valeriano
- 4.  Manuela Leggeri
- 5.  Robin de Kruijf
- 6.  Lise Van Hecke
- 7.  Floortje Meijners
- 9.  Elisa Manzano
- 10. Francesca Ferretti
- 11. Stefania Sansonna
- 13. Ivana Bramborová
- 14. Valeria Caracuta
- 16. Lucia Bosetti
- 17. Liesbet Vindevoghel

### Sezon 2012/2013

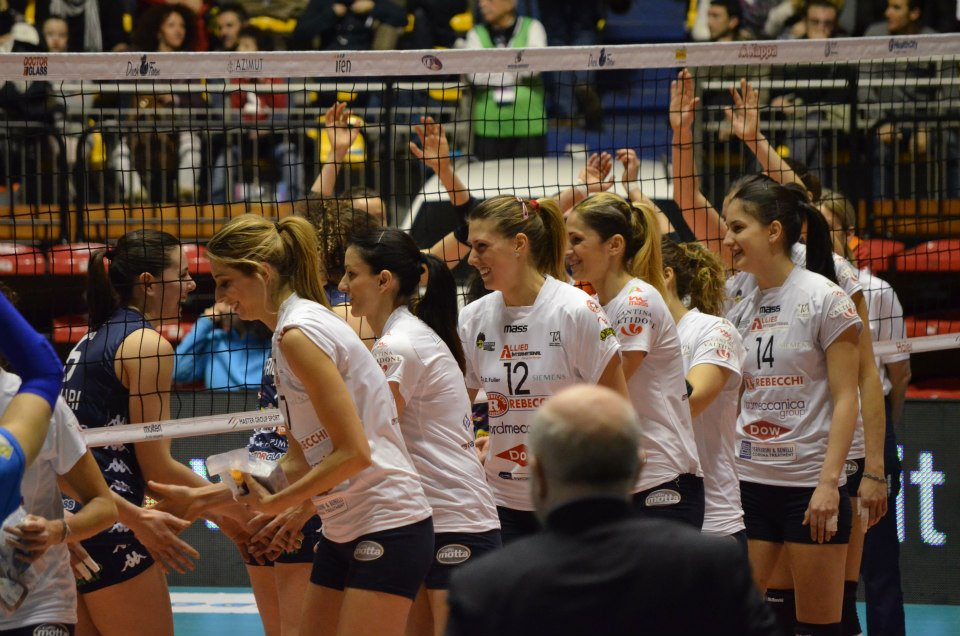
Zawodniczki River Volley Piacenza w sezonie 2012/2013

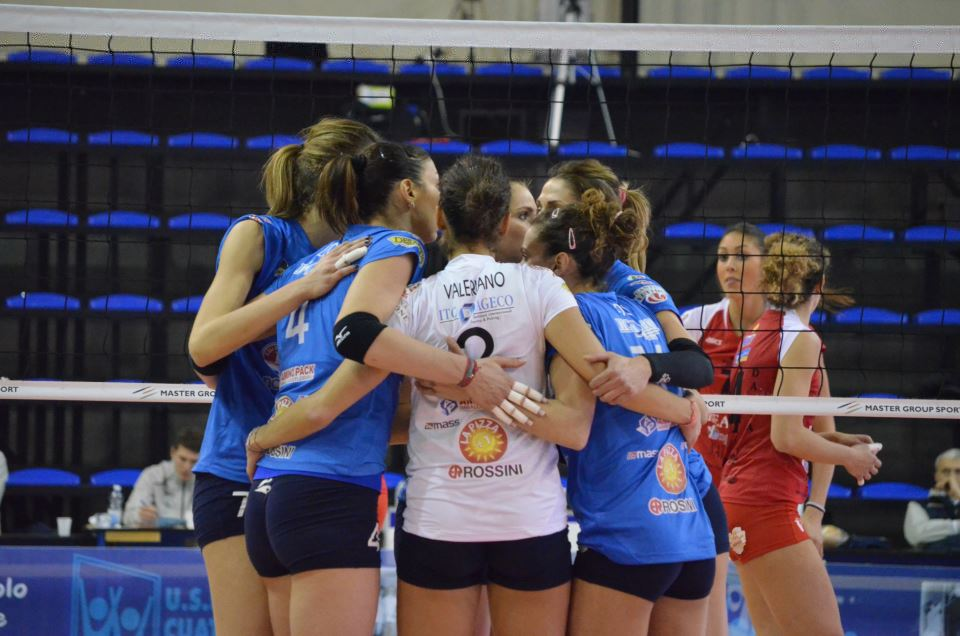
Zawodniczki River Volley Piacenza w sezonie 2012/2013

- 2.  Federica Valeriano
- 3.  Alessia Gennari
- 4.  Manuela Leggeri
- 6.  Carmen Țurlea
- 7.  Floortje Meijners
- 8.  Manuela Secolo
- 9.  Laura Nicolini
- 10. Francesca Ferretti
- 11. Stefania Sansonna
- 12. Martina Guiggi
- 14. Danica Radenković
- 16. Lucia Bosetti
- 17. Isabella Zilio

### Sezon 2011/2012

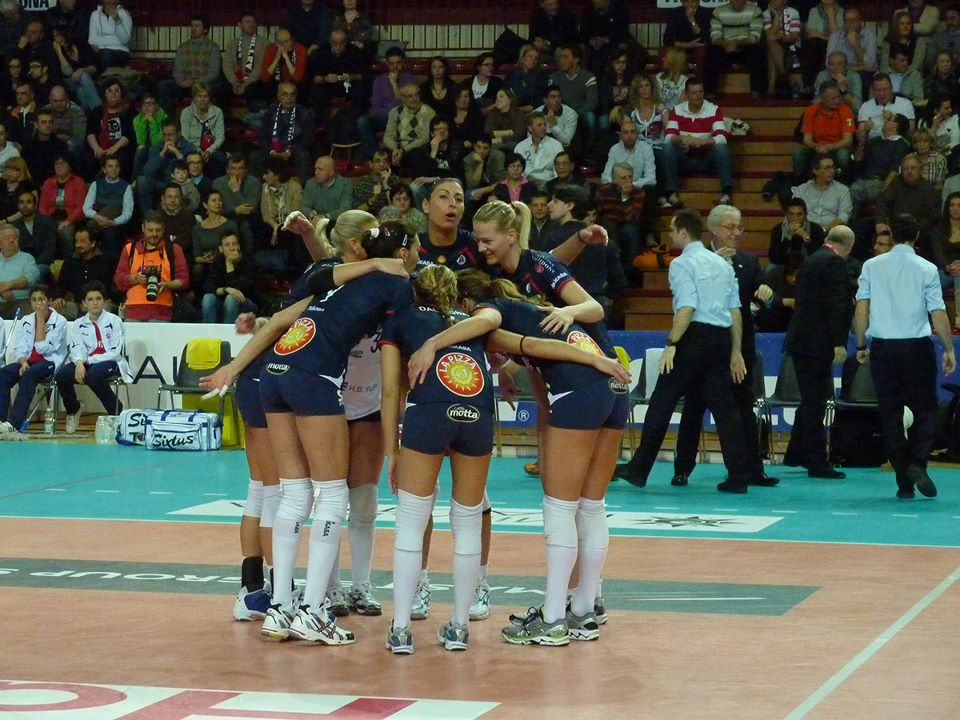
Zawodniczki River Volley Piacenza w sezonie 2011/2012

- 1.  Hanka Pachale
- 2.  Eva Mazzocchi
- 3.  Nicole Davis
- 4.  Manuela Leggeri
- 5.  Kristin Richards
- 6.  Carmen Țurlea
- 7.  Stefania Dall'Igna
- 9.  Laura Nicolini
- 10.  Cinzia Callegaro
- 11.  Riikka Lehtonen
- 13.  Chiara Scarabelli
- 14.  Elisa Cella
- 15.  Anna Kajalina
- 18.  Serena Malvestito

### Sezon 2010/2011
- 1.  Giorgia Tanturli
- 2.  Eva Mazzocchi
- 5.  Chiara Dall'Ora
- 6.  Silvia Segalina
- 7.  Stefania Dall'Igna
- 8.  Valentina Borrelli
- 9.  Laura Nicolini
- 12.  Michela Catena
- 13.  Chiara Scarabelli
- 14.  Heike Beier
- 15.  Anna Kajalina
- 16.  Valentina Tirozzi
- 18.  Natalia Guadalupe Brussa

### Sezon 2009/2010
- 2.  Eva Mazzocchi
- 3.  Paola Croce
- 5.  Chiara Dall'Ora
- 6.  Veronica Angeloni
- 7.  Joanna Kaczor
- 8.  Valentina Borrelli
- 9.  Laura Nicolini
- 10.  Alessandra Petrucci
- 11.  Federica Stufi
- 12.  Heike Beier
- 13.  Mia Jerkov
- 14.  Marina Katić
- 15.  Anna Kajalina
- 17.  Giulia Rondon
- 18.  Caroline Wensink

### Sezon 2008/2009
- 1.  Elena Koleva
- 2.  Eva Mazzocchi
- 3.  Valentina Rania
- 4.  Diletta Sestini
- 5.  Chiara Dall'Ora
- 6.  Francesca Giogoli
- 8.  Valentina Borrelli
- 9.  Laura Nicolini
- 10.  Alice Martini
- 11.  Valeria Cimoli
- 12.  Heike Beier
- 15.  Paola Croce